# Dwustronne ogniwo stałotlenkowe

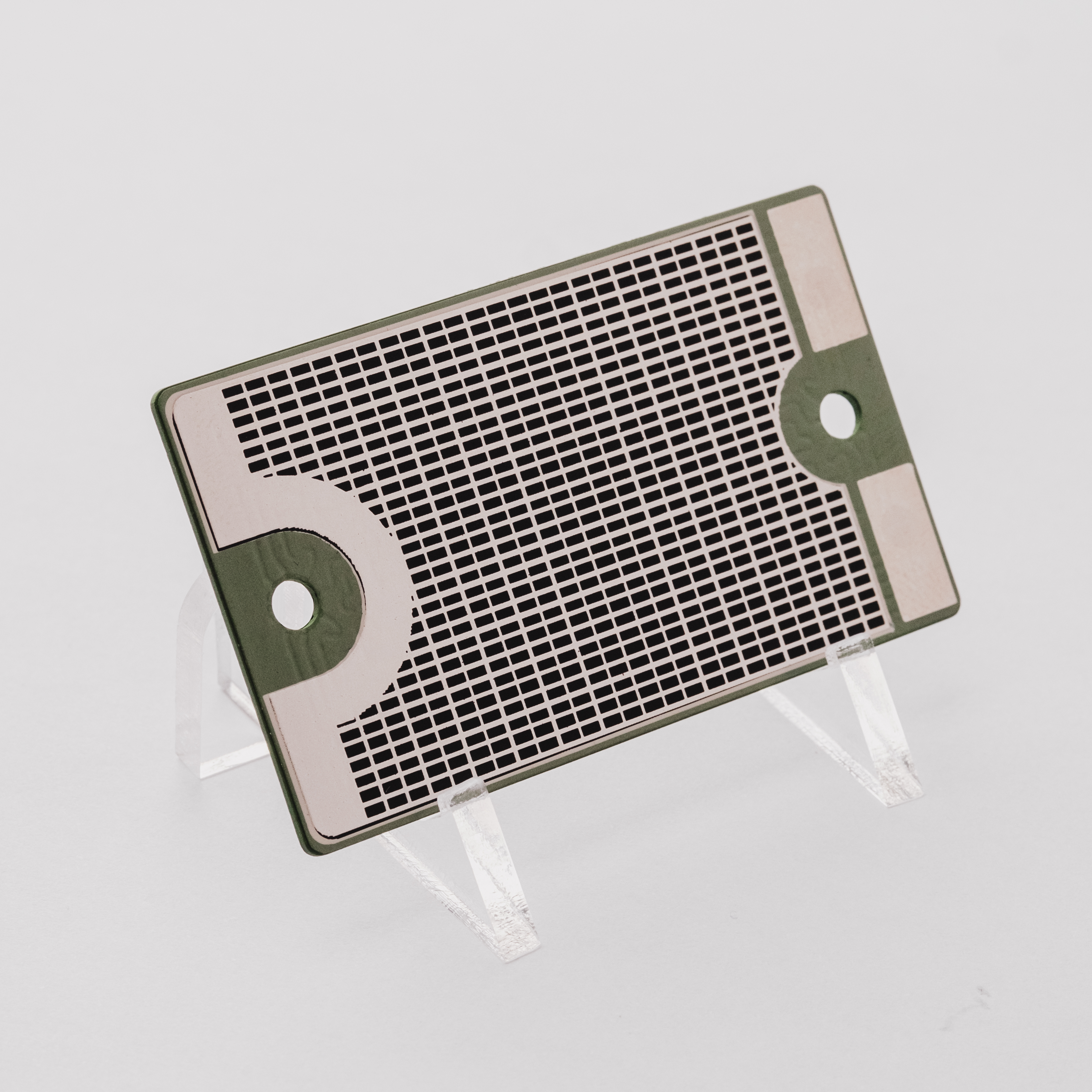
Przykładowe dwustronne stałotlenkowe ogniwo paliwowe produkowane przez firmę HydrogenTech

Dwustronne ogniwo stałotlenkowe, ogniwo dwustronne, DSC (z ang. double sided cell) – rodzaj ogniwa stałotlenkowego opartego na ceramicznym rdzeniu (zwanym suportem) z kanałami paliwowymi osadzonymi w jego strukturze oraz warstwami elektrolitu i elektrodami zintegrowanymi symetrycznie po obu stronach rdzenia. Symetryczna budowa ogniwa kompensuje naprężenia generowane podczas spiekania wielowarstwowej struktury ceramicznej.  
Ogniwa dwustronne są w pełni ceramiczne, bez metalowych interkonektorów, co jest głównym wyróżnikiem w porównaniu z najpopularniejszymi geometriami ogniw stałotlenkowych, tj. płaskimi i rurowymi.  
Dwustronne ogniwo stałotlenkowe jest ogniwem odwracalnym, co oznacza, że działa zarówno w trybie ogniwa paliwowego, konwertując energię chemiczną paliwa na energię elektryczną, jak i elektrolizera, wytwarzając wodór w procesie elektrolizy pary wodnej pod wpływem przyłożonego napięcia elektrycznego.

## Budowa i działanie

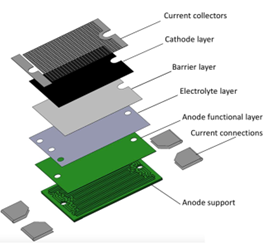
Warstwy dwustronnego ogniwa stałotlenkowego

Konstrukcja ogniwa opiera się na ceramicznym suporcie z mikrokanałami paliwowymi, z którym połączone są symetrycznie dwie cienkie warstwy aktywne elektrody paliwowej. Mikrokanały dostarczają i rozprowadzają paliwo do funkcjonalnych warstw elektrod paliwowych. Pozostałe warstwy ogniwa (warstwa barierowa, elektrolit, elektroda powietrzna, siatka zbierająca prąd) są osadzone po obu stronach ogniwa.

### Dwustronne stałotlenkowe ogniwo paliwowe (SOFC DSC lub DFC)
W dwustronnym ogniwie paliwowym elektroda, do której dostarczane jest paliwo, stanowi anodę, a katoda jest omywana powietrzem. Paliwo wodorowe jest dostarczane do mikrokanałów osadzonych w suporcie anodowym. Bogata w nikiel struktura suportu anodowego wewnątrz ogniwa umożliwia wydajne przewodzenie ciepła i skutecznie katalizuje reakcję reformingu parowego, gdy ogniwo jest zasilane metanem. Wytworzona energia elektryczna jest odbierana przez połączenie elektryczne z siatką zbierającą prąd osadzoną na katodzie.

### Dwustronne stałotlenkowe ogniwo elektrolityczne (SOEC DSC)
W ogniwie działającym jako elektrolizer ceramiczny, suport stanowi katodę, a anoda jest omywana powietrzem (odwrotnie do ogniwa paliwowego). Para wodna jest dostarczana do katody i transportowana przez mikrokanały w suporcie. Energia elektryczna jest dostarczana przez metalową siatkę osadzoną na anodzie. W reakcji elektrolizy wody następuje jej rozpad na tlen i wodór. Z anody pobierane jest powietrze wzbogacone w tlen, a wodór z nadmiarem pary wodnej jest odbierany z kanałów paliwowych w suporcie.  